# MALT
MALT (ang. mucosa-associated lymphoid tissue) – tkanka limfoidalna związana z błoną śluzową. Najczęściej przybiera ona formę grudek chłonnych lub nacieków limfatycznych.

## Podział MALT
Ze względu na miejsce jej występowania wyróżnia się:
- GALT (gut-associated lymphoid tissue) – tkanka limfatyczna występująca w obrębie przewodu pokarmowego. W jelicie krętym tworzy swoiste agregaty – kępki Peyera[1]. Grudki chłonne pojedyncze oraz samotne pokrywa pojedyncza warstwa komórek nabłonka towarzyszącego grudkom (FAE), w tym liczne komórki M[2]. Wykazują one znaczne pofałdowanie powierzchni, dzięki czemu wychwytują antygeny ze światła przewodu pokarmowego i transportują w głąb przez nabłonek, po czym prezentują je limfocytom T.
- BALT (bronchus-associated lymphoid tissue) – tkanka limfatyczna związana z oskrzelami i oskrzelikami, występująca w ich ścianach, szczególnie w pobliżu ich rozgałęzień[1].
- SALT – tkanka limfatyczna związana ze skórą[1].
- NALT (nasal-associated lymphoid tissue) – tkanka limfatyczna związana z nosem i gardłem. U ludzi występuje w postaci pierścienia Waldeyera (migdałek językowy, migdałek gardłowy, migdałki podniebienne, migdałki trąbkowe) oraz rozproszonych w błonie śluzowej gardła i jamy nosowej grudek chłonnych.